# OqueStrada

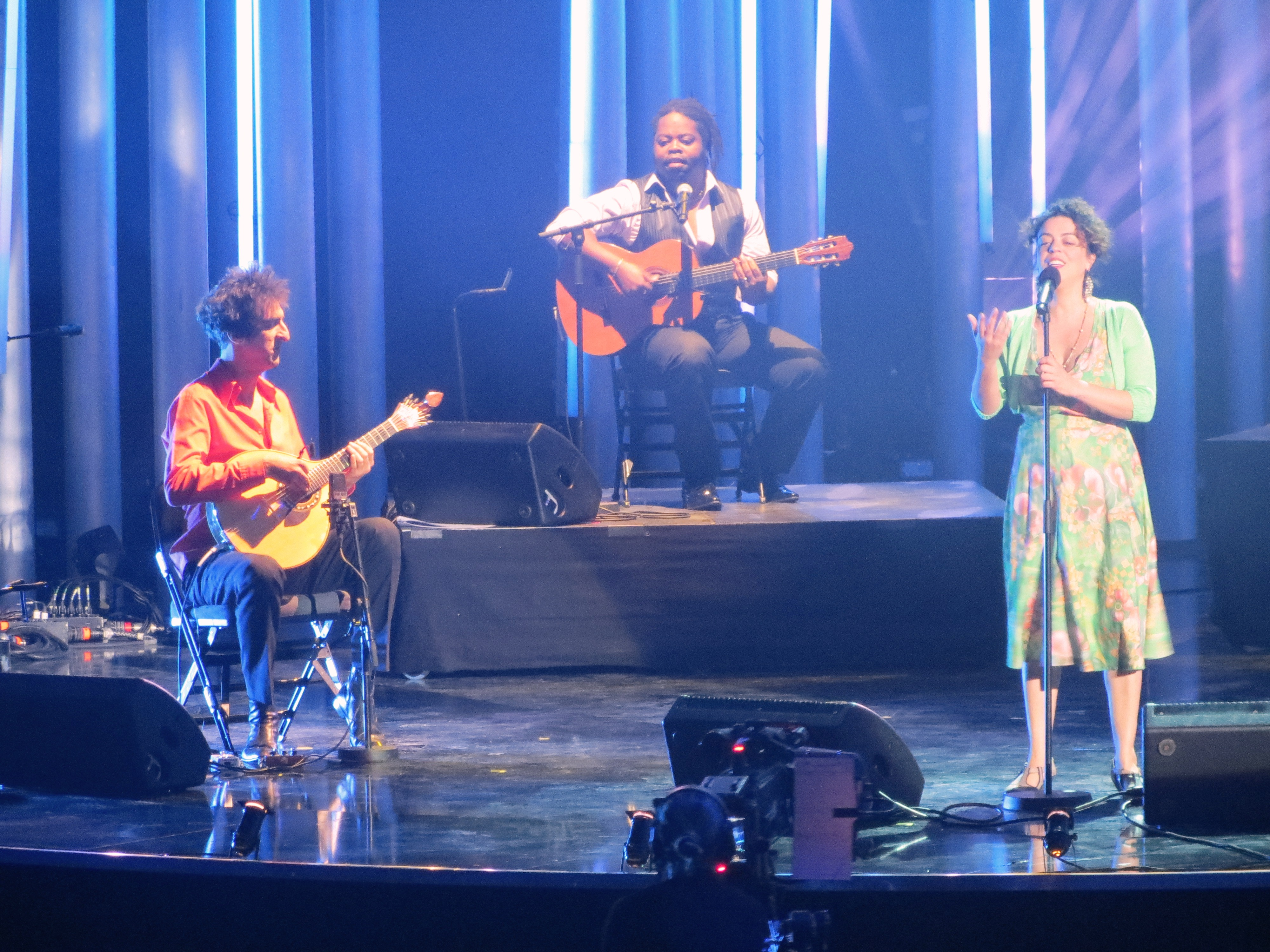
OqueStrada bei der Verleihung des Friedensnobelpreises in Oslo 2012

OqueStrada ist eine portugiesische Folk/Pop-Band, die oft der Weltmusik zugeordnet wird. Sie stammen aus dem Großraum Lissabon und zum Teil von der Margem Sul.

## Geschichte
Die Theaterschauspielerin und Musikerin Marta Miranda und der französische Musiker und Veranstalter Jean Marc Pablo gründeten, an der Margem Sul do Tejo gegenüber Lissabon lebend, ihr musikalisches Projekt. Sie luden João Lima dazu ein, seine Portugiesische Gitarre in ihr Projekt einzubringen, und die drei gaben 2002 ihr erstes Konzert. Den Namen der Band setzten sie aus den Worten Orquestra ("Orchester") und Estrada ("Straße") zusammen, als Hinweis auf ihre Idee eines mobilen Unterhaltungsorchesters mit einfachsten Mitteln. "O'QueEstrada" bedeutet lautmalerisch auch "Oh, was für eine Straße", und ist eine spielerische, mehrdeutige Unterstreichung ihres Unterhaltungsanspruches und ihrer offenen, übergreifenden Ausrichtung.
Es folgten immer zahlreichere Konzerte, sowohl in kleinen Bars und Kneipen ("Tascas"), als auch auf Dorffesten im ganzen Land, neben regulären Veranstaltungsorten. Ihre beschwingte Musik mit ihrem Konzept eines Vorstadtorchesters, nach Art eines mobilen Kleinkunsttheaters, wurde in der Folge zunehmend beliebter. Nach einer ersten Mini-CD 2007 erschien 2009 bei Sony Music ihr erstes Album, welches die portugiesischen Verkaufscharts und Goldstatus erreichte. 2011 wurde es, als Neueinspielung, erneut veröffentlicht, und erreichte wiederholt die Hitparaden des Landes.
Auch international wurden Oquestrada bekannt, und sie unternahmen mehrere Tourneen durch Europa. In Deutschland erschien ihr Album 2010 bei Jaro Medien, und sie traten in Radio- und Fernsehsendungen auf, etwa am 4. November bei Inas Nacht im Ersten. 2015 erhielten sie in Deutschland den Kleinkunstpreis Ravensburger Kupferle und wurden in Portugal für ihr Album Atlantic Beat - Mad´in Portugal mit dem renommierten Musikpreis Prémio José Afonso ausgezeichnet.

## Stil und Rezeption
OqueStrada orientieren sich in ihrer Musik an den Traditionen und dem Geschmack der einfachen Leute in den Kneipen ("Tascas") der Vorstädte und den Bars der Einwanderer, vor allem von den Kapverdischen Inseln und deren akustischen Musikstilen. In diesen Kneipen spielten sie, gaben aber auch an vielen anderen Orten und Gelegenheiten Konzerte, etwa auf Dorffesten, aber auch in herkömmlichen Veranstaltungsorten und Klubs. Ähnlich wie zuvor Deolinda, trafen auch Oquestrada dabei den Nerv der Zeit in Portugal, das sich weiter im identitätssuchenden Wandel befindet, mit den allmählich verschwindenden Traditionen eines ländlich dominierten Portugal und den Entwicklungserscheinungen eines städtischen EU-Landes. Dabei gehen seine mittleren und jüngeren Generationen oft spielerisch mit althergebrachten Traditionen um und verbinden sie mit Modernität. Oquestrada stehen in dieser Tradition, wobei sie auch die beschwingte, volkstümliche Folklore betonen, und nicht nur den Fado, der für sie vor allem der Fado der einfachen Menschen in den Hinterhöfen und Gassen der Lissabonner Altstadtviertel wie der Alfama ist.
Mit vorwiegend akustischen und teils improvisierten Instrumenten gespielt, heben sie sich von anderen Musikgruppen ab, sowohl durch ihren unbeschwerten musikalischen Stilmix, als auch durch ihre humorvollen, von Lebensfreude und unterschwelliger Kritik gekennzeichneten Texte, und deren Bezüge zu den Gebräuchen der einfachen Bevölkerung Portugals. Sowohl Musik als auch Texte verbinden dabei die Hörgewohnheiten und Traditionen älterer und jüngerer Schichten. So lassen sich die überraschend hohen Verkaufszahlen erklären, während ansonsten in Portugal die Hörgewohnheiten weitgehend dem internationalen Musikgeschäft entsprechen.
International sorgten ihre schwungvollen, fröhlichen Auftritte für Aufsehen, besonders unter Musikinteressierten der als Weltmusik bezeichneten Stilrichtungen. Da Oquestradas Auftritte im Gegensatz zu den Fado-Konzerten stehen, die im Allgemeinen die bekannteste portugiesische Musikform ist, konnten sie international häufig überraschen. In der Folge erhielten OqueStrada eine Fülle positiver Kritiken in der europäischen Presse.

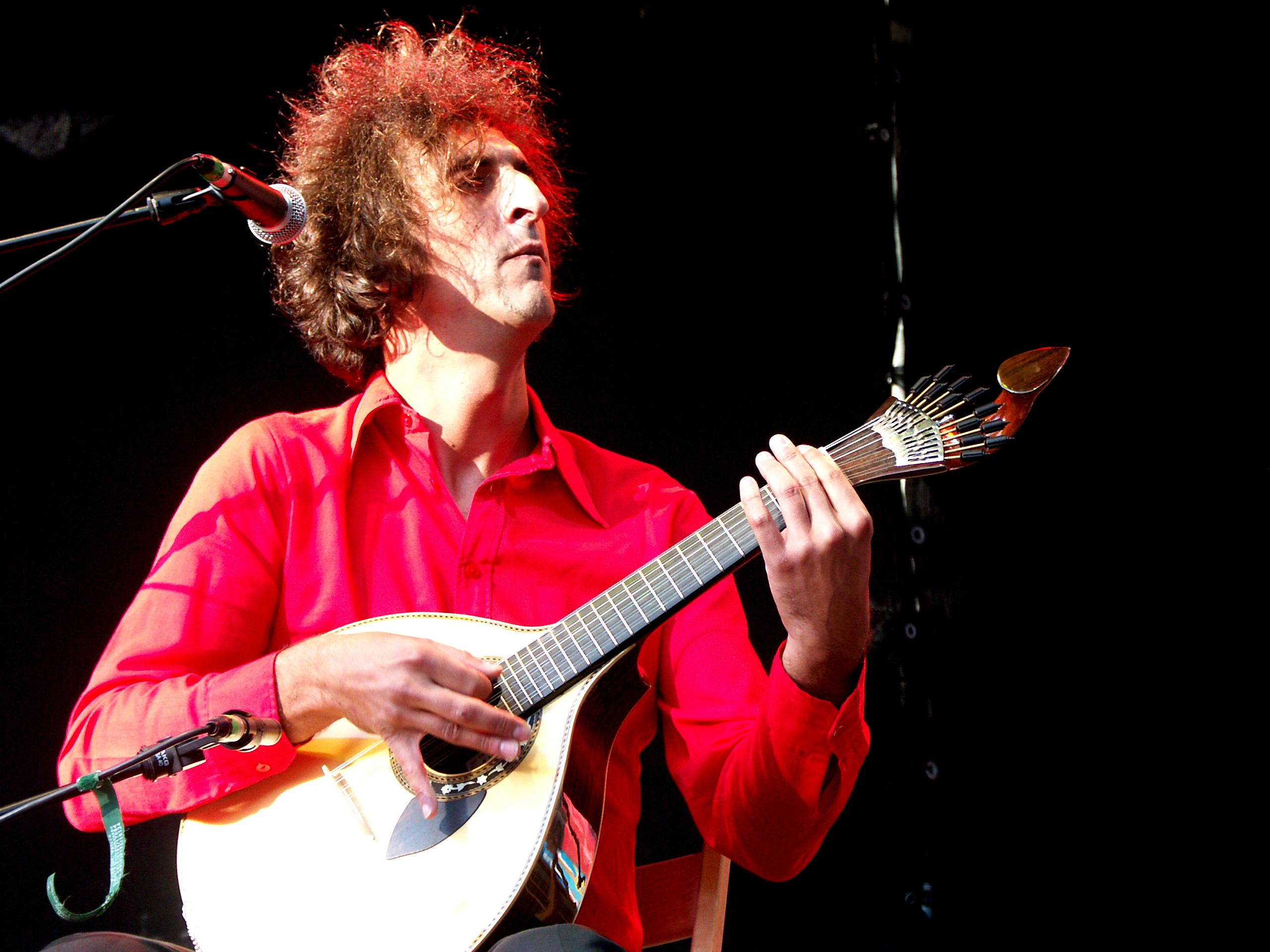
João Lima
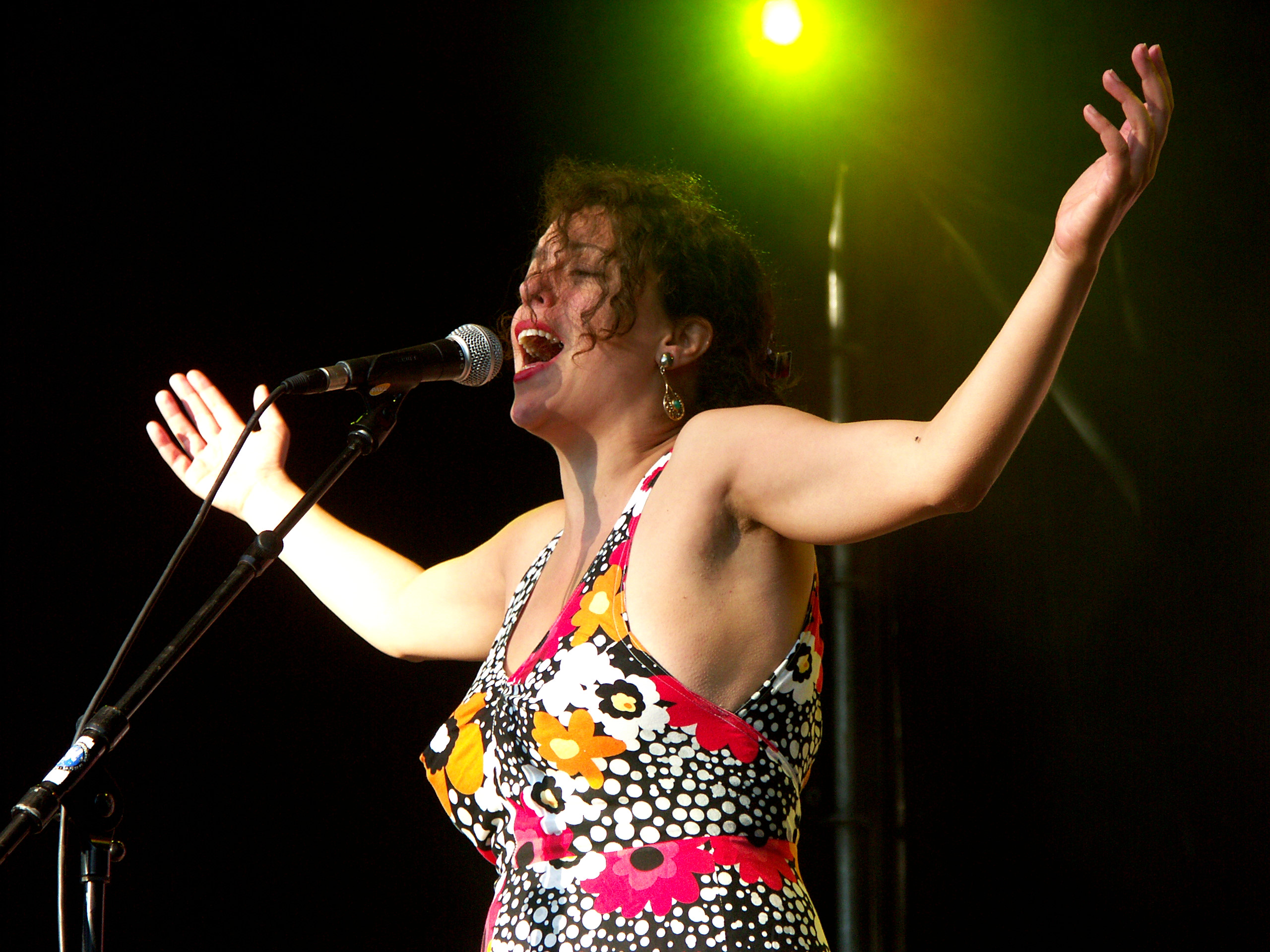
Marta Miranda
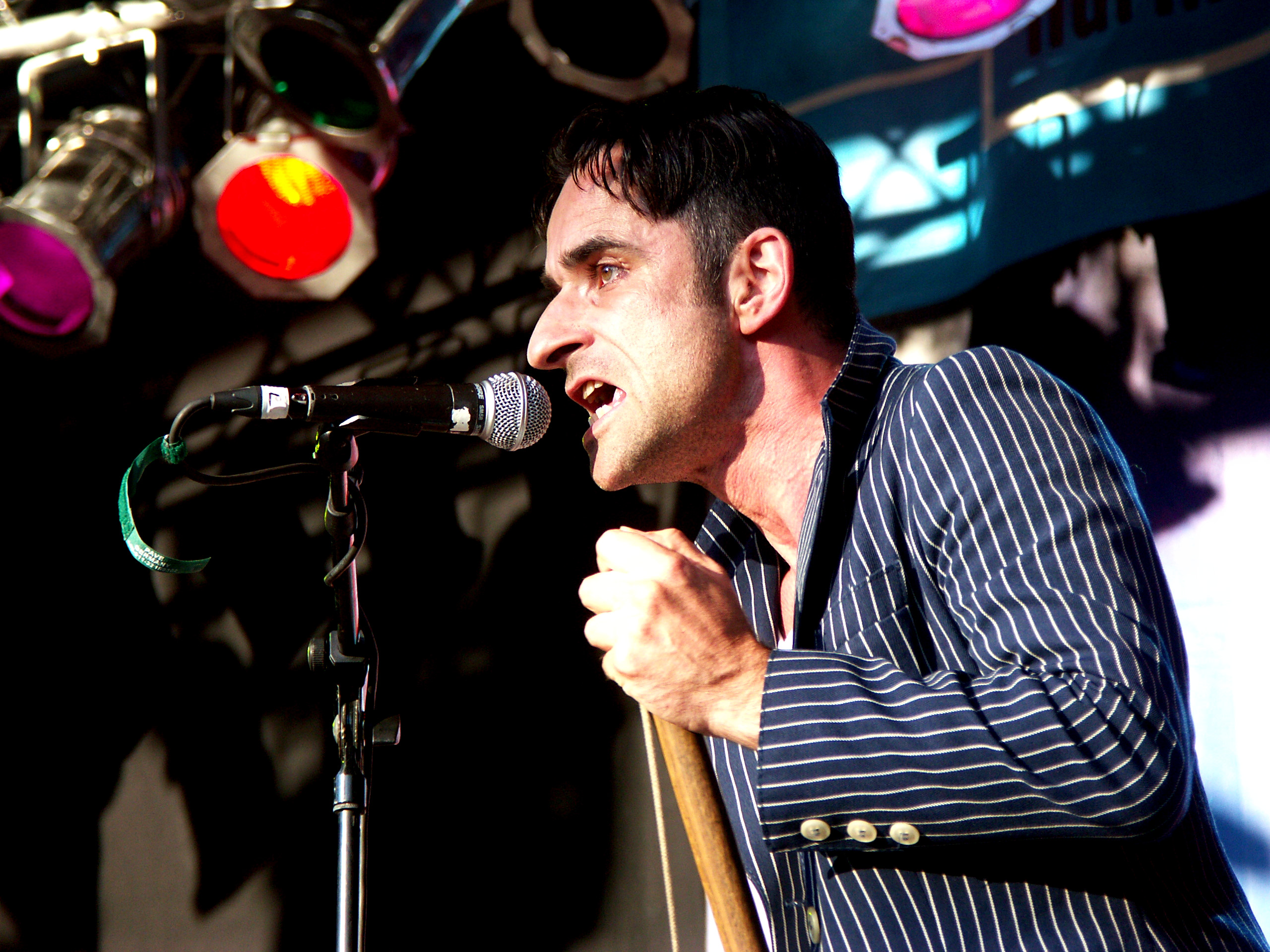
Jean Marc Pablo
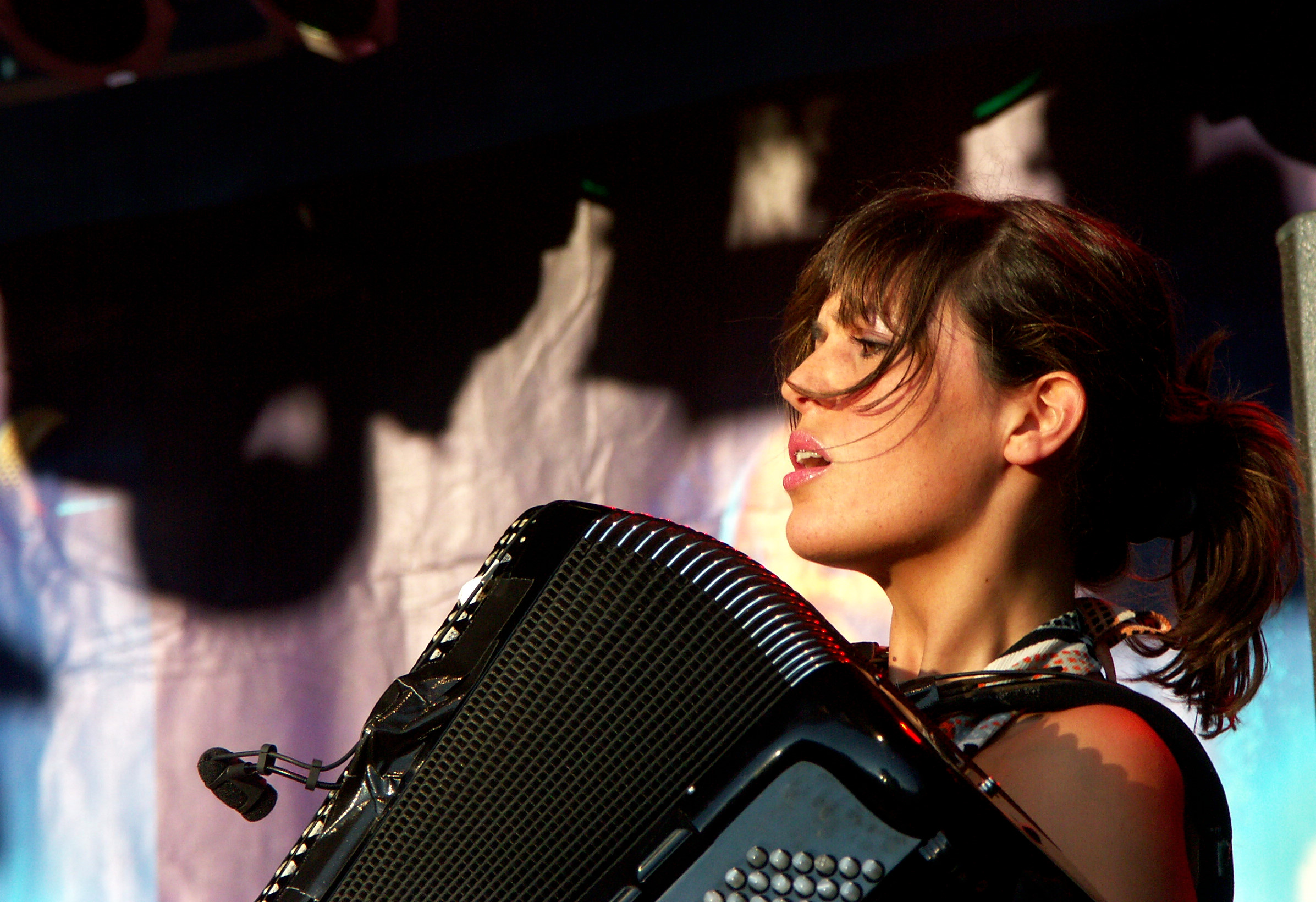
Marina Henriques

## Diskografie
- 2007: O'queStrada (EP)
- 2009: Tasca Beat (Album)
- 2010: Tasca Beat (Album, Neueinspielung)
- 2014: Atlantic Beat - Mad´in Portugal (Album)